# 14515 Koichisato
14515 Koichisato è un asteroide della fascia principale. Scoperto nel 1996, presenta un'orbita caratterizzata da un semiasse maggiore pari a 2,5312326 UA e da un'eccentricità di 0,1274850, inclinata di 7,55367° rispetto all'eclittica.